# Michael Dickson
Michael Dickson (Sídney, Nueva Gales del Sur, 4 de enero de 1996) es un jugador profesional australiano de fútbol americano que se desempeña en la posición de punter en Seattle Seahawks, equipo de la National Football League (NFL).

## Carrera
Fue seleccionado en la quinta ronda en la Reunión Anual de Selección de Jugadores de la NFL de 2018. Hizo su debut profesional con el equipo Seattle Seahawks, donde lleva jugando seis temporadas.